# Football Manager
Football Manager е най-продаваната компютърна игра от типа футболен мениджър, издадена от Sports Interactive и разпространявана от SEGA. В Топ 3 на Великобритания за най-продавани игри на всички времена, на първите две места са FM2007 и FM2006. Първата версия на играта излиза през 1992 г. под името Championship Manager и продължава да излиза под това име до 2004 г. когато производителя Sports Interactive и предишния разпространител Eidos се разделят. След раздялата Eidos запазват правата над марката Championship Manager докато Sports Interactive запазват правата над сорс кода и събраната информация. Играта излиза във версии за PC за операциона система Windows и за Mac с операционна система OS X

## Цел на играта
В играта играчът поема ролята на треньор по футбол (мениджър) на избран от играча футболен отбор от възможните държави (към версията Football Manager 2006 държавите са 51). Според това какъв отбор е поел играча се определя трудността на играта и целта. Ако играча е поел силен отбор с голяма хазна (Челси, Барселона, Реал Мадрид и др.) то целта му ще е да обере всички възможни трофеи като ще му бъде сравнително лесно. Ако обаче играчът е избрал отбор от Английските конференции или от Италианската Серия Ц2 то тогава целта му ще бъде да запази мястото си в тях или евентуално да се изкачи в по-горна дивизия.

## История
- За първи път играта на Sports Interactive е издадена на 1 септември 1992 за компютрите Amiga и Atari ST под името Championship Manager. Играта и направена от Оливър и Пол Колер в тяхната спалня в Шропшир и включва само английските дивизии. Първоначално двамата предлагат на Electronic Arts да разпространяват играта но те отказват което се оказва най-голямата грешка на EA направена някога. В играта са включени 8 различни фонови картинки, вярна английска система за трансфери, пълна симулация на английските лиги и купи, актуалните трансфери до пускането на играта. На следващата година отново се появява осъвременено издание на играта поправящо старите проблеми и добавящо над 50 нови неща включително и оценки за играчите.
- Второто поколение на СМ пристига на 22 септември 1995 г. когато е пуснат Championship Manager 2 за РС с операционни системи DOS 5 или Windows 95 играта веднага се превръща в хит със своито нововъведения сред които и възможността да станеш треньор на национален отбор и да спечелиш Европейско или Световно първенство. От серията СМ2 се издават още две продължания с ъпдейти на трансферите за 1996 и 1997 г. като през 1997 г. са добавени и Белгийското, Френското, Германското, Италианското, Португалското, Шотландското и Испанското първенства, добавен е редактор за играта, новите формати на Купата на УЕФА и английското първенство, Мачове на младежките национални отбори и още.
- Championship Manager 3 е следващата стъпка в еволюцията на СМ сериите. Играта излиза на 26 март 1999 г. за РС и включва профилите на над 25 000 футболисти, 15 държавни първенства, пълна симулация на международните мачове на нива мъже, мъже Б и младежи, възможност за изпращане на съгледвачи, тренировки и др. В края на 1999 г. излиза продължението СМ 99/00 което излиза ослев на РС и за Mac и добавя Американската MLS. Футболистите са увеличени до 40 000 събрани с помощта на футболни фенове от целия свят. Добавени и подобрени са изключително много неща. През Ноември 2000 г. излиза следващото продължение СМ 00/01 в което са добавени още 10 първенства, информация за 50 000 футболисти и треньора, Добавен е турнира по футбол на Олимпийските игри, Редактор за играта и др. Последното продъление от серията СМ 3 е СМ 01/02 излязла през 2001 за РС и Mac и през Април 2002 за XBox. Най-голямото нововъведение е двойното увеличение на симулираните футболисти и треньори нараснали вече на 100 000 както и подобрения в еднжина на играта.
- През Март 2003 се повявява четвъртата серия на Championship Manager. Направени са много нововъведения най-голямото от които е показване на мачовете в 2D формат което давя по-ясна представа за ставащото на терена. Общо в играта присъстват 39 лиги и повече от 200 000 играча и треньора. През Ноември 2003 излиза последната версия на СМ която е издадена от Sports Interactive. Добавени са нови възможности и 4 нови лиги. За тази версия на играта трябваше да бъде добавена и Българското първенство но това отпадна. Още преди да бъде издадена СМ03/04 е ясно че Eidos и Sports Interactive ще се разделят и поради това те побързаха да пуснат последната игра за да могат да започнат разработка по новите две разклонения – Championship Manager 5 на Eidos и Football Manager 2005 на Sports Interactive.
- Петата версия на играта излезе под името Football Manager 2005. Бяха добавени много неша, е променен дизайна на менютата, и най-важното е добавено българското първенство в състав А и Б Група. Общо в играта имаше повече от 5000 отбора с които може да се играе, а всеки играч има по повече от 100 различни оценки които влияят на представянето му. Цялата информация е събрана от 2500 фенове на футбола от целия свят.
- През октомври 2005 излиза Football Manager 2006 за PC, Mac, Xbox360 и PSP. Добавени са възможности за разговор с играчите по време на почивката в мачовете, добавени са договори за треньорите, с които те могат да управляват това каква заплата да вземат и колко пари за заплати и трансфери да получават всеки сезон, общо в играта присъстват над 275 000 играча, треньори и съдии, подобрение на бързината на играта, подобрение на енджина, на графиката и още много.
- Football Manager 2007 се появи през есента на 2006 и донесе колосални приходи от продажби на SI Games. Освен подобрения интерфейс, играта предлага нова опция при стартиране – зареждане на всички играчи от базата данни за посочена от потребителя държава. За българските потребители това доведе до нови, липсващи до момента възможности – закупуване на добри играчи от аматьорските В и Окръжни групи, в съревнование с други клубове от същите нива. Въведена е нова опция в играта – възможност за подбор на „сателитен“ клуб, както и самия отбор на потребителя да стане „сателит“ на някой по-голям клуб. Залогът се вдигна допълнително, след като във FM2007 вече президента на клуба има възможност да продава някои от звездите на клуба „през главата“ на потребителя, при наличие на подходяща оферта. А ако ви е „голяма устата“, федерацията може да ви накаже да гледате следващия мач от трибуните, без да можете да влияете на развоя му.
- Официалната дата на излизане на осмата поред версия – Football Manager 2008 е 19 октомври. Според създателите ѝ тя представлява компютърен вариант на най-добрата професия в света – тази в която 50 000 скандират името ти!
- Football Manager 2009 ще излезе на 14 ноември 2008. Основната новост е триизмерен режим за гледане на мачовете.

## Български изследователски екип
Българският изследователски екип предоставя информацията за българските футболисти, треньори, отбори, стадиони и още огромен обем информация в SI Games за Football Manager.
Към настоящия момент екипът се състои от следните изследователи:
- Христо Георгиев – Главен Изследовател за България, Отговорник за А Група, Югозападна В Група, Югоизточна В Група, Североизточна В Група
- Явор Гешев – Отговорник Западна Б Група, Отговорник Северозападна В група, Изследовател на Локомотив (Мездра)
- Александър Кирилов – Изследовател на Волов (Шумен)
- Варткес Рупенян – Изследовател на Локомотив (Пловдив)
- Георги Жежев – Изследовател на Малеш (Микрево)
- Даниел Джамбазов – Изследовател на Етър 1924 (Велико Търново)
- Даниел Машев – Изследовател на Левски (София)
- Димитър Бойков – Изследовател на Академик (София)
- Димитър Кръчмаров – Помощник-изследовател на Ботев (Пловдив)
- Мартин Бърдаров – Изследовател на Дунав (Русе)
- Мартин Йорданов – Изследовател на Разград 2000 (Разград)
- Мартин Стоичков – Изследовател на дублиращия отбор на Левски (София)
- Николай Калпазанов – Изследовател на Янтра (Габрово)
- Петко Тодоров – Изследовател на Чавдар (Бяла Слатина)
- Радостин Христов – Изследовател на Пирин 2001 (Благоевград)
- Станислав Щипков – Изследовател на Ботев (Пловдив)
- Емил Джалев – Изследовател на ЦСКА (София)

С огромно уважение и благодарност за основаването на българския FM екип и положения труд по изследването на отборите от Българското първенство:
- Недко Кючуков – Почетен президент на екипа FM Bulgaria
- Владислав Лазаров – Почетен член на екипа на FM Bulgaria
- Йордан Циров – Почетен член на екипа на FM Bulgaria
- Петко Кафеджийски – Почетен член на екипа на FM Bulgaria
- Радко Димитров – Почетен член на екипа на FM Bulgaria
- Димитър Винаров – Почетен член на екипа на FM Bulgaria
- Емилиян Онуфриев – Почетен член на екипа на FM Bulgaria

## Първенства
В играта присъстват първенствата на 51 държави:
- Австралия – Висша и Първа Дивизия
- Австрия – Висша А-Лига
- Англия – Висша Лига, Чемпиъншип, Първа и Втора Лига, Национални, Северни и Южни Конференции
- Аржентина – Висша и Втора Лига
- Беларус – Висша и Първа Лига
- Белгия – Първа, Втора и Трета Лига
- Бразилия – Първа, Втора и Трета Лига
- България – А и Б ПФГ
- Дания – Висша, Първа и Втора Лига
- Германия – Първа и Втора Бундеслига и Регионална Дивизия
- Гърция – Национални А и Б Дивизии
- Израел – Висша и Национална Лига
- Индия – Национална Футболна Лига
- Индонезия – Висша и Първа Дивизия
- Ирландия – Висша и Първа Дивизия
- Исландия – Висша и Първа Дивизия
- Испания – Примиера, Сегунда и Сегунда Б Дивизион
- Италия – Серии А, Б, Ц1, Ц2
- Китай – Суперлига и Първа Дивизия
- Колумбия – Първа и Втора Дивизия
- Малайзия – Супер и Висша Лиги
- Мексико – Първа и Първа А Дивизии
- Норвегия – Висша, Първа и Втора Дивизии
- Перу – Първа Дивизия
- Полша – Първа и Втора Дивизия
- Португалия – Супер и Втора Лига и Втора дивизия
- Румъния – Първа и Втора Дивизия
- Русия – Висша и Пърав Лига
- САЩ – Мейджър Лииг Сокър
- Северна Ирландия – Висша, Първа и Втора Лиги
- Сингапур – С Лига
- Словакия – Първа и Втора Дивизия
- Словения – Първа и Втора Дивизия
- Сърбия и Черна Гора – Супер и Първа Лига
- Турция – Висша Лига, Втора Дивизия Категории А и Б
- Уелс – Висша Лига
- Украйна – Висша и Първа Лига
- Унгария – Унгарска Дивизия 1 и 2
- Уругвай – Първа и Втора Дивизия
- Финландия – Висша и Първа Дивизия
- Франция – Първа, Втора и Национална Лиги и ЦФА
- Холандия – Висша и Първа Дивизии
- Хонг Конг – Първа Дивизия
- Хърватско – Първа и Втора Дивизии
- Чехия – Първа и Втора Дивизии
- Чили – Първа и Първа Б Дивизии
- Швейцария – Супер и Чалъндж Лиги
- Швеция – Висша, Първа Елит, Първа и Втора Дивизии
- Шотландия – Висша, Първа, Втора и Трета Лиги
- ЮАР – Висша И Първа Лига
- Южна Корея – К и К2 Лиги
- общо: 51 Държави и 116 лиги

Използвана е информация от сайта www.sigames.com